# Ossido di rame calcio stronzio bismuto
L'ossido di rame calcio stronzio bismuto (BSCCO, pronunciato bisko), chiamato anche cuprato di bismuto e stronzio è un tipo di superconduttore cuprato avente formula chimica generalizzata {\displaystyle \mathrm {Bi_{2}Sr_{2}Ca_{n-1}Cu_{n}O_{2n+4+x}} }, dove {\displaystyle \mathrm {n} =2} è il composto più comunemente studiato (sebbene {\displaystyle \mathrm {n} =1} e {\displaystyle \mathrm {n} =3} hanno anche ricevuto una notevole attenzione). Scoperto nel 1988, BSCCO è stato il primo superconduttore ad alta temperatura (HTS=High temperature superconductors) che non conteneva un elemento delle terre rare.
È un superconduttore cuprato, un'importante categoria di superconduttori ad alta temperatura che condividono una struttura a strati bidimensionali (perovskite) (figura a destra) con la superconduttività che si svolge nel piano di ossido-rame. L'ossido di rame calcio stronzio bismuto e l'ossido di ittrio bario e rame (YBCO) sono i superconduttori cuprati più studiati.
I tipi specifici di BSCCO sono solitamente indicati utilizzando la sequenza dei numeri degli ioni metallici; quindi {\displaystyle \mathrm {Bi} -2201} è il composto {\displaystyle \mathrm {n} =1} {\displaystyle {\ce {(Bi2Sr2CuO_{6+x})}}}, {\displaystyle {\ce {Bi-2212}}} è il composto {\displaystyle \mathrm {n} =2} {\displaystyle {\ce {(Bi2Sr2CaCu2O_{8+x})}}} e {\displaystyle {\ce {Bi-2223}}} è il composto {\displaystyle \mathrm {n} =3} {\displaystyle {\ce {(Bi2Sr2Ca2Cu3O_{10+x})}}}.
La famiglia BSCCO è analoga a una famiglia del tallio di superconduttori ad alta temperatura denominati (TBCCO) e aventi formula generale {\displaystyle \mathrm {Tl_{2}Ba_{2}Ca_{n-1}Cu_{n}O_{2n+4+x}} }, e una famiglia del mercurio (HBCCO) con formula {\displaystyle \mathrm {HgBa_{2}Ca_{n-1}Cu_{n}O_{2n+2+x}} }. Ci sono un certo numero di altre varianti di queste famiglie di superconduttori. In generale, la loro temperatura critica {\displaystyle (T_{c})} alla quale diventano superconduttori aumenta per i primi membri e poi scende. Quindi:
- {\displaystyle {\ce {Bi-2201}}} ha {\displaystyle T_{c}\approx 33\,\mathrm {K} }
- {\displaystyle {\ce {Bi-2212}}} ha {\displaystyle T_{c}\approx 96\,\mathrm {K} }
- {\displaystyle {\ce {Bi-2223}}} ha {\displaystyle T_{c}\approx 108\,\mathrm {K} }
- {\displaystyle {\ce {Bi-2234}}} ha {\displaystyle T_{c}\approx 104\,\mathrm {K} }.

Quest'ultimo composto è molto difficile da sintetizzare.

## Fili e nastri

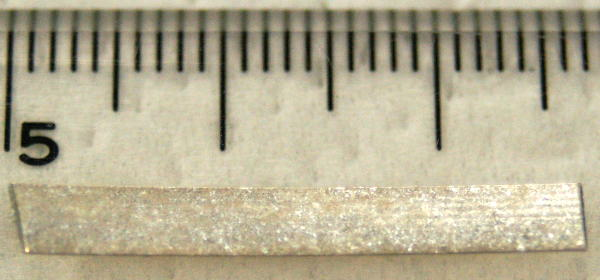
Per applicazioni pratiche, il BSCCO viene compresso con metallo argentato in forma di nastro.

BSCCO è stato il primo materiale HTS ad essere utilizzato per realizzare pratici cavi superconduttori. Tutti gli HTS hanno una lunghezza di coerenza estremamente corta, dell'ordine di 1,6 nm. Ciò significa che i grani in un filo policristallino devono essere in ottimo contatto: devono essere atomicamente lisci. Inoltre, poiché la superconduttività risiede sostanzialmente solo nei piani rame-ossigeno, i grani devono essere cristallograficamente allineati. BSCCO è quindi un buon candidato perché i suoi grani possono essere allineati mediante lavorazione della fusione o deformazione meccanica. Il doppio strato di ossido di bismuto è legato solo debolmente dalle forze di van der Waals. Quindi, come nella grafite o la mica, la deformazione provoca lo scivolamento su questi piani ossigeno-bismuto e i grani tendono a deformarsi in piastre allineate. Inoltre, poiché BSCCO ha {\displaystyle \mathrm {n} =1,\,2} e {\displaystyle 3} membri, questi tendono naturalmente ad adattarsi ai bordi dei grani a basso angolo, in modo che rimangano atomicamente lisci. Pertanto i cavi HTS di prima generazione (denominati 1G) sono stati prodotti per molti anni, sebbene ora la produzione sia a favore del cavo 2G basato su YBCO.
Tipicamente, le polveri precursori sono confezionate in un tubo d'argento, che viene poi estruso. Questi vengono quindi reimballati come tubi multipli in un tubo d'argento e di nuovo estrusi, quindi ulteriormente ridotti di dimensioni e arrotolati in un nastro piatto; l'ultimo passaggio garantisce l'allineamento della grana. I nastri vengono quindi fatti reagire ad alta temperatura per formare un denso nastro conduttore multifilamento {\displaystyle {\ce {Bi-2223}}} allineato cristallograficamente adatto per avvolgere cavi o bobine per trasformatori, magneti, motori e generatori. I tipici nastri di 4 mm di larghezza e 0,2 mm di spessore supportano una corrente di {\displaystyle 200\,\mathrm {A} } a {\displaystyle 77\,\mathrm {K} }, fornendo una densità di corrente critica nei filamenti {\displaystyle {\ce {Bi-2223}}} di {\displaystyle 5\,k\mathrm {A} /mm^{2}}. Questo aumenta notevolmente con la diminuzione della temperatura in modo che molte applicazioni siano implementate a {\displaystyle 30-35\,\mathrm {K} }, anche se {\displaystyle T_{c}=108\,\mathrm {K} }.

## Applicazioni
Trasmissione di energia elettrica:
- Conduttori 1G realizzati con nastri multifilamentari {\displaystyle {\ce {Bi-2223}}}. come per esempio il progetto superconduttore Holbrook
- Elettromagneti e loro conduttori di corrente; nastri di BSCCO sono stati testati al CERN[4].

## Scoperta
Il BSCCO come nuova classe di superconduttori è stato scoperto intorno al 1988 da Hiroshi Maeda e colleghi presso il National Research Institute for Metals in Giappone, anche se all'epoca non erano in grado di determinarne la composizione e la struttura precise. Quasi immediatamente diversi gruppi, e in particolare Mas Subramanian presso AT&T Bell Laboratories, hanno identificato il {\displaystyle {\ce {Bi-2212}}}. Il membro con {\displaystyle \mathrm {n} =3} si è rivelato abbastanza sfuggente e non è stato identificato fino a un mese dopo circa da Tallon in un laboratorio di ricerca governativo in Nuova Zelanda. Da allora ci sono stati solo piccoli miglioramenti a questi materiali. Uno dei primi sviluppi chiave è stato quello di sostituire circa il 15% del bismuto con piombo, che ha notevolmente accelerato la formazione e la qualità del {\displaystyle {\ce {Bi-2223}}}.

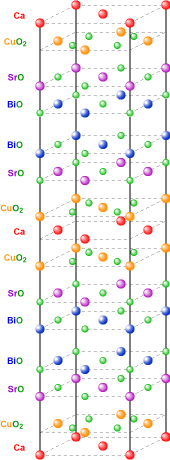
La cella unitaria di BSCCO-2212, comprendente due unità ripetute sfalsate di (1/2,0,0). Gli altri membri della famiglia BSCCO hanno strutture molto simili: il 2201 ha un CuO_{2} in meno nella sua metà superiore e inferiore e nessuno strato di calcio, mentre il 2223 ha un CuO_{2} in più e uno strato di calcio in ogni metà.

## Proprietà
BSCCO deve essere drogato da un eccesso di atomi di ossigeno ({\displaystyle x} nella formula) per diventare superconduttore. Come in tutti i superconduttori ad alta temperatura la temperatura critica è sensibile all'esatto livello di drogaggio: la {\displaystyle T_{c}} massima per il {\displaystyle {\ce {Bi-2212}}} (come per la maggior parte degli HTS) si ottiene con un eccesso di circa 0,16 vacenze per atomo di rame; questo è indicato come doping ottimale. I campioni con drogaggio inferiore (e quindi con {\displaystyle T_{c}} inferiore) sono generalmente indicati come sottodosati, mentre quelli con drogaggio eccessivo (anch'essi con {\displaystyle T_{c}} inferiore) sono sovradosati. Modificando il contenuto di ossigeno, la temperatura critica può quindi essere alterata a piacimento. Sotto molti punti di vista gli HTS sovradosati sono superconduttori forti, anche se la loro temperatura critica è meno che ottimale, ma gli HTS sottodosati diventano estremamente deboli.
L'applicazione di una pressione esterna in genere eleva la temperatura critica in campioni sottodrogati a valori che superano ampiamente il massimo a pressione ambiente. Questo fenomeno non è completamente compreso, anche se un effetto secondario è che la pressione aumenta il doping. {\displaystyle {\ce {Bi-2223}}} è complicato in quanto ha tre distinti piani rame-ossigeno. I due strati di rame-ossigeno esterni sono tipicamente vicini al drogaggio ottimale, mentre lo strato interno rimanente è marcatamente sottodrogato. Quindi l'applicazione della pressione nel {\displaystyle {\ce {Bi-2223}}} fa sì che la temperatura critica aumenti fino a un massimo di circa {\displaystyle 123\,\mathrm {K} } a causa dell'ottimizzazione dei due piani esterni. Dopo un lungo declino, la {\displaystyle T_{c}} sale poi nuovamente verso {\displaystyle 140\,\mathrm {K} } grazie all'ottimizzazione del piano interno. Una sfida chiave quindi è determinare come ottimizzare contemporaneamente tutti gli strati rame-ossigeno.
BSCCO è un superconduttore di tipo II. Il campo critico superiore {\displaystyle \mathrm {B} _{c2}} in campioni policristallini di {\displaystyle {\ce {Bi-2212}}} a {\displaystyle 4,2\,\mathrm {K} } è stato misurato essere pari a {\displaystyle 200\pm 25\,\mathrm {T} } (da confrontare con il valore {\displaystyle 168\pm 26\,\mathrm {T} } per campioni policristallini YBCO). In pratica, gli HTS sono limitati dal campo di irreversibilità {\displaystyle \mathrm {B} ^{*}}, al di sopra del quale i vortici magnetici fondono o si disaccoppiano. Anche se il BSCCO ha un campo critico superiore più alto del YBCO, ha un {\displaystyle \mathrm {B} ^{*}} molto più basso (tipicamente più piccolo di un fattore 100), limitando così il suo uso per realizzare magneti ad alto campo. È per questo motivo che i conduttori di YBCO sono preferiti ai BSCCO, sebbene siano molto più difficili da fabbricare.

## Potenziale per chip logici superconduttori
Per realizzare chip superconduttori è stato suggerito che, a causa dei progressi nella tecnologia del laser blu, in particolare i diodi monomodali da 445, 450 e 405 nm, potrebbe essere possibile spingere selettivamente gli atomi di stronzio nel {\displaystyle {\ce {Bi-2223}}} per formare preferibilmente materiali ad alta temperatura critica progettati per chip di computer. In tal caso, la configurazione per realizzarli alla rinfusa può essere molto semplice come una superficie di pellet isolante di Mott modificata con BSCCO tramite MOCVD e quindi cotta nuovamente al laser sotto ossigeno a un insieme molto specifico di campi elettrostatici, temperature e lunghezze d'onda in sequenza, con la polarizzazione allineata ai bordi dei grani. Se viene utilizzata la variante {\displaystyle {\ce {Bi-2223}}}, la temperatura critica può aumentare sostanzialmente e quindi rendere il materiale adatto per dispositivi superconduttori a interferenza quantistica (SQUID) e altre applicazioni che richiedono questi parametri.